# Magny-le-Hongre
Magny-le-Hongre település Franciaországban, Seine-et-Marne megyében. Lakosainak száma 9058 fő (2022. január 1.). Magny-le-Hongre Saint-Germain-sur-Morin, Serris, Bailly-Romainvilliers, Coupvray, Coutevroult és Montry községekkel határos.

## Népesség
A település népességének változása:
| Lakosok száma | 7722 | 8428 | 8507 | 8645 | 8876 | 9107 | 9082 | 9064 | 9058 |
|               | 2013 | 2015 | 2016 | 2017 | 2018 | 2019 | 2020 | 2021 | 2022 |